# 皇家奥维耶多贝图斯塔
皇家奥维耶多贝图斯塔（西班牙語：Real Oviedo Vetusta），是西班牙皇家奥维耶多的二队，目前在参加西班牙皇家足協乙組聯賽。
球队的前身是成立于1940年的贝图斯塔体育协会。主场位于皇家奥维耶多的训场所雷克雄体育城（阿斯图里亚斯语：El Requexón）。